# Пещерные монастыри
Пещерные монастыри — это монастыри с особым пространственным устройством, где вместо наземных построек используются природные (либо искусственно созданные, доработанные) полости в толще земли. Благодаря подземному расположению, помещения используются не только в богослужебных, жилых, хозяйственных целях, но и как усыпальницы для умирающих насельников (монахов и монахинь).

## Историко-географический очерк
Религиозная община, проживающая в подобном монастыре, придерживается древнейшей монашеской традиции, поскольку, по преданию, сам основатель отшельнического монашества, святой Антоний Великий, изначально подвизался именно в гробовой пещере.
Большинство исторических пещерных монастырей на территории современной России принадлежало православной церкви. Большинство сохранившихся пещерных монастырей располагаются на юго-востоке Европы (Балканы), в Крыму, на Кавказе либо на Ближнем Востоке.
В России и на Украине в название старинных пещерных монастырей часто включается определение «печерский», по старинной форме слова «пещера» (например: Киево-Печерский монастырь, Псково-Печерский монастырь и т. д.).
В Москве пещерным считался ныне утраченный митрополичий Саввин монастырь на Девичьем поле (Большой Саввинский пер., 14).
Своеобразной обмирщённой формой подземного уединения в России является современный пещерный туризм, предполагающий не только единовременный спуск под землю, но и ночёвку, и даже долговременное пребывание в пещерах и каменоломнях.